# ドリュー・ハッチソン
- ドルー・ハッチソン

アンドリュー・スコット・ハッチソン（Andrew Scott Hutchison, 1990年8月22日 - ）は、アメリカ合衆国フロリダ州レイクランド出身のプロ野球選手（投手）。右投右打。

## 経歴

### プロ入りとブルージェイズ時代
2009年のMLBドラフト15巡目（全体460位）でトロント・ブルージェイズから指名され、プロ入り。大学進学を予定していたため指名順位は落ちたが、契約金は3巡目相当だった。
2012年開幕時はAA級ニューハンプシャー・フィッシャーキャッツに所属していたが、先発投手が不足するチーム事情から、当初の予定よりも早い4月21日のカンザスシティ・ロイヤルズ戦でメジャーデビューを果たした。以後、11試合に先発して5勝を挙げていたが、6月15日のフィラデルフィア・フィリーズ戦で右肘を痛めて途中降板。8月にトミー・ジョン手術を受け、復帰は2014年までずれ込む見通しとなった。
2014年、大手術からの復活を期すシーズンとなるが、開幕から先発ローテーションに固定された。5月16日のテキサス・レンジャーズ戦では、9回を1四球3安打に抑え、メジャー初完封を達成した。シーズンを通して先発ローテーションを守りきり、32試合で11勝13敗、防御率4.48という成績をマークした。184.2イニングで、投球回とほぼ同数となる184奪三振を記録するなど、見事な復帰劇を見せた。
2015年3月31日に開幕投手に指名された。メジャー復帰1シーズン目の2014年、素晴らしい成績を残したハッチソンだったが、この年は一転して調子を落とし、13勝5敗、勝率.722と勝ち運こそ味方につけたものの、防御率は5.57と芳しくなかった。
2016年はマイナー暮らしが長く、ブルージェイズでは3試合に登板・うち2試合が先発登板で、12.2イニングで4被本塁打、1勝0敗、防御率4.97、WHIP1.34だった。AAA級バッファロー・バイソンズでは、18試合の先発登板で6勝5敗、防御率3.26、WHIP1.11、奪三振率9.7という好成績をマークしていた。

### パイレーツ時代
2016年8月1日にフランシスコ・リリアーノ、リース・マクガイア、ハロルド・ラミレスとのトレードで、ピッツバーグ・パイレーツへ移籍した。パイレーツではリリーフをメインで起用され、6試合中5試合がリリーフ登板だった。防御率5.56、WHIP1.59と、打ち込まれた。ブルージェイズとの合算では、9試合の登板（うち3試合が先発登板）で1勝0敗、防御率5.25、WHIP1.46、24.0イニングで7四球、22奪三振という成績だった。移籍後のマイナーでは、AAA級インディアナポリス・インディアンスに所属。7試合中6試合が先発登板で、1勝1敗、防御率4.50、WHIP1.44を記録。また、マイナーの合算成績は25試合の登板（24試合が先発）で7勝6敗、防御率3.59、WHIP1.20だった。
2017年は開幕からマイナー・オプションでAAA級インディアナポリスに配属された。9月15日に40人枠外となった。レギュラーシーズン終了後の10月2日にFAとなった。

### フィリーズ時代
2018年2月15日にフィリーズとマイナー契約を結び、スプリングトレーニングに招待選手として参加することになった。3月25日にメジャー契約を結んで40人枠入りした。5月31日にDFAとなり、6月4日にマイナー契約で傘下のAAA級リーハイバレー・アイアンピッグスへ配属された後、翌5日にFAとなった。

### ドジャース傘下時代
2018年6月16日にロサンゼルス・ドジャースとマイナー契約を結び、傘下のAAA級オクラホマシティ・ドジャースへ配属された。AAA級オクラホマシティでは9試合（先発7試合）に登板して4勝1敗・防御率2.14・40奪三振を記録したが、7月31日に自ら選んで契約を途中で放棄する「オプトアウト」を行使した。

### レンジャーズ時代
2018年8月4日にレンジャーズとメジャー契約を結ぶと報じられ、翌5日にアクティブ・ロースター入りした。9月3日にマイナー契約に切り替わって傘下のAAA級ラウンドロック・エクスプレスへ配属された。レギュラーシーズン終了後の10月4日にFAとなった。

### ヤンキース傘下時代
2019年1月11日にニューヨーク・ヤンキースとマイナー契約を結び、スプリングトレーニングに招待選手として参加することになった。シーズンでは開幕から傘下のAAA級スクラントン・ウィルクスバリ・レイルライダースでプレーしていたが、6月17日に自由契約となった。

### ツインズ傘下時代
2019年6月21日にミネソタ・ツインズとマイナー契約を結び、傘下のAAA級ロチェスター・レッドウイングスへ配属された。

### エンゼルス傘下時代
2019年8月5日に金銭トレードで、ロサンゼルス・エンゼルスへ移籍した。移籍後は傘下のAAA級ソルトレイク・ビーズでプレーした。オフの11月4日にFAとなった。

### 独立リーグ時代
2020年8月9日に独立リーグであるアメリカン・アソシエーションのミルウォーキー・ミルクメンと契約した。

### タイガース時代
2021年2月27日にデトロイト・タイガースとマイナー契約を結んだ。シーズンでは5月のマイナーリーグ開幕から傘下のAAA級トレド・マッドヘンズでプレーし、8月14日にメジャー契約を結んでアクティブ・ロースター入りした。8月23日にDFAとなり、26日にマイナー契約でAAA級トレドへ配属された。9月7日に再びメジャー契約を結んでアクティブ・ロースター入りした。この年メジャーでは9試合（先発2試合）に登板して3勝1敗、防御率2.11、10奪三振を記録した。オフの11月5日にマイナー契約でAAA級トレドへ配属され、7日にFAとなった。
2022年3月15日にタイガースとマイナー契約で再契約を結んだ。レギュラーシーズン開幕前日の4月6日にメジャー契約を結んで開幕ロースター入りすることが発表された。5月11日にDFAとなり、13日にFAとなった。6日後の5月19日に再びタイガースとマイナー契約で再契約を結び、AAA級トレドへ配属された。6月13日にメジャー契約を結んでアクティブ・ロースター入りした。2試合に登板後の6月19日に再びDFAとなり、22日にFAとなった。6月24日に三たびタイガースとマイナー契約を結び、AAA級トレドへ配属された。7月5日にメジャー契約を結んでアクティブ・ロースター入りした。

### タイガース退団後
2023年1月6日にブルージェイズとマイナー契約を結んだ。同年6月2日に放出された。
2023年6月7日にフィリーズとマイナー契約を結んだ。同年11月6日にFAとなった。
2024年はメキシカン・リーグのドスラレドス・オウルズでプレーして3先発で1勝2敗、防御率10.24という成績だった。

## 投球スタイル
平均92mph（最速95mph）のフォーシームが全投球の半数以上を占め、スライダー、チェンジアップ、シンカーを投げる。年々スライダーが占める割合が多くなっている。一時期はほとんど投げなくなったシンカーも2022年には10%を占めたが、ほぼフォーシームとスライダーのツーピッチスタイルだと言っていい。

## 詳細情報

### 年度別投手成績
| 年 度    | 球 団    | 登 板 | 先 発 | 完 投 | 完 封 | 無 四 球 | 勝 利 | 敗 戦 | セ 丨 ブ | ホ 丨 ル ド | 勝 率 | 打 者 | 投 球 回 | 被 安 打 | 被 本 塁 打 | 与 四 球 | 敬 遠 | 与 死 球 | 奪 三 振 | 暴 投 | ボ 丨 ク | 失 点 | 自 責 点 | 防 御 率 | W H I P |
| -------- | -------- | ----- | ----- | ----- | ----- | -------- | ----- | ----- | -------- | ----------- | ----- | ----- | -------- | -------- | ----------- | -------- | ----- | -------- | -------- | ----- | -------- | ----- | -------- | -------- | ------- |
| 2012     | TOR      | 11    | 11    | 0     | 0     | 0        | 5     | 3     | 0        | 0           | .625  | 257   | 58.2     | 59       | 8           | 20       | 0     | 5        | 49       | 1     | 0        | 31    | 30       | 4.60     | 1.35    |
| 2014     | TOR      | 32    | 32    | 1     | 1     | 0        | 11    | 13    | 0        | 0           | .458  | 786   | 184.2    | 173      | 23          | 60       | 1     | 7        | 184      | 4     | 2        | 92    | 92       | 4.48     | 1.26    |
| 2015     | TOR      | 30    | 28    | 1     | 1     | 1        | 13    | 5     | 0        | 0           | .722  | 664   | 150.1    | 179      | 22          | 44       | 0     | 11       | 129      | 7     | 0        | 103   | 93       | 5.57     | 1.48    |
| 2016     | TOR      | 3     | 2     | 0     | 0     | 0        | 1     | 0     | 0        | 0           | 1.000 | 53    | 12.2     | 13       | 4           | 4        | 0     | 1        | 12       | 0     | 0        | 7     | 7        | 4.97     | 1.34    |
| 2016     | PIT      | 6     | 1     | 0     | 0     | 0        | 0     | 0     | 0        | 0           | ----  | 51    | 11.1     | 15       | 2           | 3        | 0     | 1        | 10       | 0     | 0        | 7     | 7        | 5.56     | 1.59    |
| '16計    | PIT      | 9     | 3     | 0     | 0     | 0        | 1     | 0     | 0        | 0           | 1.000 | 104   | 24.0     | 28       | 6           | 7        | 0     | 2        | 22       | 0     | 0        | 14    | 14       | 5.25     | 1.46    |
| 2018     | PHI      | 11    | 0     | 0     | 0     | 0        | 1     | 1     | 0        | 0           | .500  | 94    | 21.1     | 21       | 4           | 13       | 0     | 1        | 13       | 4     | 0        | 11    | 11       | 4.64     | 1.59    |
| 2018     | TEX      | 5     | 5     | 0     | 0     | 0        | 1     | 1     | 0        | 0           | .500  | 105   | 21.1     | 29       | 5           | 13       | 0     | 1        | 12       | 1     | 0        | 21    | 21       | 8.86     | 1.97    |
| '18計    | TEX      | 16    | 5     | 0     | 0     | 0        | 2     | 2     | 0        | 0           | .500  | 199   | 42.2     | 50       | 9           | 26       | 0     | 2        | 31       | 5     | 0        | 32    | 32       | 6.75     | 1.78    |
| 2021     | DET      | 9     | 2     | 0     | 0     | 0        | 3     | 1     | 0        | 1           | .750  | 91    | 21.1     | 20       | 1           | 11       | 0     | 0        | 10       | 1     | 0        | 11    | 5        | 2.11     | 1.45    |
| 2022     | DET      | 28    | 18    | 0     | 0     | 0        | 3     | 9     | 0        | 0           | .250  | 464   | 105.1    | 114      | 15          | 58       | 1     | 2        | 68       | 3     | 0        | 58    | 53       | 4.53     | 1.48    |
| MLB：7年 | MLB：7年 | 135   | 99    | 2     | 2     | 1        | 38    | 33    | 0        | 1           | .535  | 2565  | 587.0    | 623      | 84          | 210      | 2     | 29       | 493      | 21    | 2        | 341   | 319      | 4.89     | 1.42    |

- 2021年度シーズン終了時

### 背番号
- 36（2012年、2014年 - 2016年途中）
- 34（2016年途中 - 同年終了）
- 33（2018年 - 同年途中）
- 48（2018年途中 - 同年終了）
- 40（2021年 - 2022年5月10日）
- 50（2022年6月14日 - 同年6月19日、2022年7月5日 - ）